# Uwe Beyer
Pour les articles homonymes, voir Beyer.
Uwe Beyer, né le 14 avril 1945 à Kiel, décédé le 15 avril 1993 à Belek en Turquie, était un athlète allemand qui pratiquait le lancer du marteau

## Biographie
Pratiquant la discipline du lancer du marteau, il participe sous les couleurs de l'Allemagne Unifiée lors des Jeux olympiques de 1964 à Tokyo, compétition où il remporte la médaille de bronze.
Il remporte de nouveau une médaille de bronze lors des Championnats d'Europe 1966 à Budapest avant d'obtenir le titre européen lors des Championnats d'Europe 1971 à Helsinki.
Pour les Jeux olympiques de 1972 à Munich, sous les couleurs de l'Allemagne de l'Ouest, il n'obtient que la 4e place.
En 1981, il avouera avoir eu recours à des produits dopants, en particulier des stéroïdes.
En 1993, il décède sur une plage turque à Belek à la suite d'une crise cardiaque.

## Club
- Holstein Kiel
- Bayer Leverkusen
- USC Mainz

## Palmarès

### Jeux olympiques d'été
- Jeux olympiques d'été de 1964 à Tokyo ( Japon)
  -  Médaille de bronze au lancer du marteau
- Jeux olympiques d'été de 1972 à Munich ( Allemagne de l'Ouest)
  - 4e au lancer du marteau

### Championnats d'Europe d'athlétisme
- Championnats d'Europe de 1966 à Budapest ( Hongrie)
  -  Médaille de bronze au lancer du marteau
- Championnats d'Europe de 1971 à Helsinki ( Finlande)
  -  Médaille d'or au lancer du marteau
- Championnats d'Europe de 1974 à Rome ( Italie)
  - 5e au lancer du marteau